# Rosendal, Knvista kommun
Rosendal är en bebyggelse i Knivsta kommun. Vid avgränsningen 2020, men ej längre 2023, klassades denna bebyggelse som en  småort.